# Inocencia interrumpida (memoria)
Inocencia interrumpida es una memoria de 1993 escrita por la autora estadounidense Susanna Kaysen. En el libro Kaysen relata sus experiencias como paciente de un hospital psiquiátrico en la década de 1960. El título original de la memoria, Girl, Interrupted, es tomado de la pintura de Johannes Vermeer, Girl Interrupted at her Music (Joven interrumpida en su música).

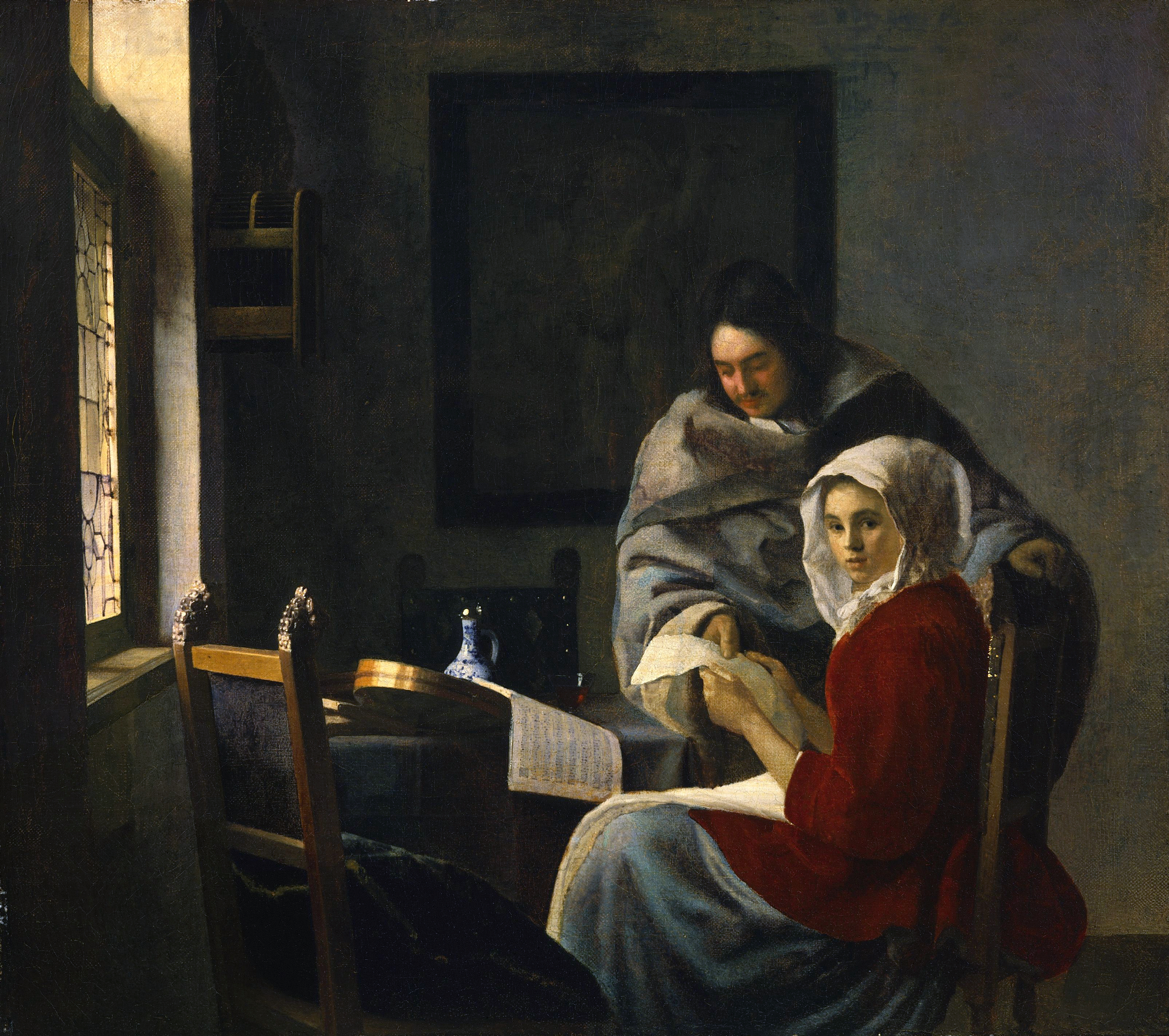
Joven interrumpida en su música, óleo de Jan Vermeer, el cual inspiró el título de Inocencia interrumpida.

En 1999, el libro fue adaptado al cine, en la película del mismo nombre protagonizada por Winona Ryder y Angelina Jolie y dirigida por James Mangold.

## Resumen del argumento
El argumento de Inocencia interrumpida no se narra linealmente, sino que la autora cuenta historias personales a través de una serie de viñetas no cronológicas y reflexiones personales acerca de las razones por las que estaba internada.
En abril de 1967, Kaysen, con 18 años de edad, es admitida en el Hospital McLean, en Belmont, Massachusetts, después de un intento de suicidio. Niega haber intentado suicidarse a un psiquiatra, quien le sugiere tomar algún tiempo para reintegrarse en McLean, un hospital psiquiátrico privado. Kaysen es diagnosticada con Trastorno Límite de la personalidad y su permanencia en el hospital dura 18 meses.
Sus compañeras pacientes Polly, Cynthia, Lisa, Lisa Cody, Georgina y Daisy sobresaltan la experiencia de Kaysen en McLean. Se describen sus problemas personales y como se ayudan para enfrentar el tiempo que deben pasar en el hospital. Kaysen también presenta al lector los particulares miembros del personal, incluyendo a Valerie, al Dr. Wick y a la Sra. McWeeney.
Kaysen reflexiona sobre la naturaleza de su enfermedad, incluyendo la dificultad en encontrar sentido en modelos visuales, y sugiere que la cordura es una mentira construida para ayudar a los "saludables" a sentirse "normales". También cuestiona la forma de los doctores de tratar las enfermedades mentales y si lo que están tratando es el cerebro o la mente.
Durante su estancia, Kaysen pasa por un período de despersonalización, durante el cual se muerde la piel de su mano, tras sentir miedo de poder haber "perdido los huesos". También, durante una visita al dentista, se vuelve frenética cuando al despertar del efecto de la anestesia general nadie le dice cuanto tiempo estuvo inconsciente. Teme haber "perdido" tiempo.

## Personajes
- Susanna Kaysen -  El personaje autobiográfico principal, Kaysen es admitida en una institución psiquiátrica para ser tratada de Trastorno Límite de la personalidad después de un intento de suicidio. Ella voluntariamente accede a ingresar al hospital después de una pequeña consulta con un psiquiatra, que también es un conocido de la familia. A ella le dicen que estará en el hospital solamente por unas semanas, pero termina siendo un año y medio. Durante el libro, ella constantemente contrasta el tiempo de la consulta, veinte minutos, hasta cuando terminó siendo institucionalizada.

- Polly Clark-  Es una paciente que ha sido internada por esquizofrenia y depresión. Polly tiene severas quemaduras en su cuerpo, las cuales son el resultado de ella prendiéndose en fuego. Según Kaysen, debido a sus agallas por hacerlo, Polly es altamente respetada por su coraje, llegando hasta el punto donde ninguno de los pacientes le pregunta por qué lo hizo. Durante su primer año en el hospital, ella actúa calmada e incluso alegre. Pero un día ella se rompe y empieza a gritar desconsoladamente, como si se hubiera dado cuenta de su apariencia por primera vez. Kaysen se da cuenta de que, mientras otros pacientes posiblemente puedan salir del hospital, Polly siempre estará atrapada en su cuerpo cicatrizado

- Georgina Tuskin-  Es hospitalizada por esquizofrenia. Georgina es la compañera de cuarto de Susanna en el hospital. Las dos son consideradas las pacientes más sanas del hospital y son amigas durante el libro. Georgina experimentó sus primeros síntomas después de un episodio después de una película, donde ella de repente sintió como si la oscuridad la había rodeado por completo. No está claro cuál es la razón inmediata de su diagnóstico. También tiene un novio en el hospital llamado Wade.

- Lisa Rowe -  Lisa es diagnosticada como una sociópata, pero lo que realmente es queda abierto a interpretación del lector. Lisa periódicamente escapa del hospital, solo para ser encontrada un par de días después y ser readmitida en el hospital. Ella es una ex-drogadicta que duerme intermitentemente y casi nunca come, y disfruta de molestar al personal del hospital. Ella aparentemente está orgullosa de su diagnóstico como sociópata. Aunque tenga un terapeuta asignado, ella nunca lo ve realmente. Lisa no tiene contacto con su familia a excepción de su hermano. Ella también tiene un abogado, pero Lisa lo usa más como amenaza al personal cuando no obtiene lo que quiere. Su comportamiento es, increíblemente impredecible, aunque puede ser amable. Ella también es capaz de actuar cruelmente hacia otros pacientes. Por ejemplo, Lisa tenía una rivalidad con Lisa Cody, lo cual terminó en Lisa Cody regresando a ser una drogadicta.

- Daisy Randone-  Daisy es una chica flaca que llega antes del día de acción de gracias, quedándose hasta Navidad. Ella tiene una habitación para ella misma donde se queda la mayor parte del tiempo. Las otras pacientes creen que ella es adicta a los laxantes. Ella solo come pollo únicamente en su habitación. De todos modos, después de dejar que Lisa Rowe entre a su habitación, Lisa comenta a las demás pacientes que solamente necesita los laxantes por el pollo. Ella remueve la carne y se queda con la carcasa, diciendo que, cuando tenga 14 carcasas, será el tiempo de irse del hospital. Esto posiblemente se debe a que tiene trastorno obsesivo-compulsivo de la personalidad. El padre de Daisy la visita frecuentemente, y se implica que tiene sentimientos incestuosos por ella. Daisy se suicida en su cumpleaños. Sussana la describe como alguien "sexy" y también que, Daisy tenía una chispa de la cual carecían los otros pacientes. Daisy es alguien solitaria y se niega a socializar, se comporta hostilmente cuando alguien se acerca a ella. Aun así, ella deja que Lisa entre a su habitación. En algunas ocasiones comparten cigarrillos, indicando que Daisy respeta a Lisa de entre todos los pacientes del hospital.

- Torrey -   Torrey es formalmente una drogadicta, fue ingresada en el hospital después de que sus padres descubrieran su promiscuidad. Es la mejor amiga de todos los pacientes. Sus padres la sacan en contra de su voluntad para llevarla a México, donde ella cree que se va a volver en una adicta a la Anfetamina. Las pacientes intentan ayudarla con un plan de escape para ayudarla, pero eventualmente el plan falla, parcialmente por la misma Torrey, pues tenía miedo de hacerlo, y parcialmente por una de las enfermeras del hospital, pues le dio una taza de clorpromacina antes de irse para calmarla. A pesar de aparecer por un pequeño periodo de tiempo, Torrey es un personaje importante. Kaysen distingue entre aquellos que son internados indefinidamente por padres dispuestos a pagar sin cuestionar el progreso de su tratamiento y aquellos cuyos padres no están dispuestos a hacerlo. Torrey se utiliza como ejemplo de este último grupo.

- Alice Calais -  A primera vista, Alice parece callada y, en palabras de Kaysen "no es tan loca"; pero después de un mes en el hospital, es transferida a máxima seguridad. Cuando las pacientes van a visitarla, la encuentran pintada en sus propias heces. La mayoría de los pacientes creen que fue "criada en un closet", pues es ignorante a cosas triviales en la vida, como el sabor de la miel, además de estar completamente inconsciente de que su nombre es una localidad conocida en Francia y abrumarse en asombro al escuchar sobre la guerra de los Cien Años, nunca se especifica que paso con ella después de la visita de las pacientes